# Muzeum Sorolla w Madrycie

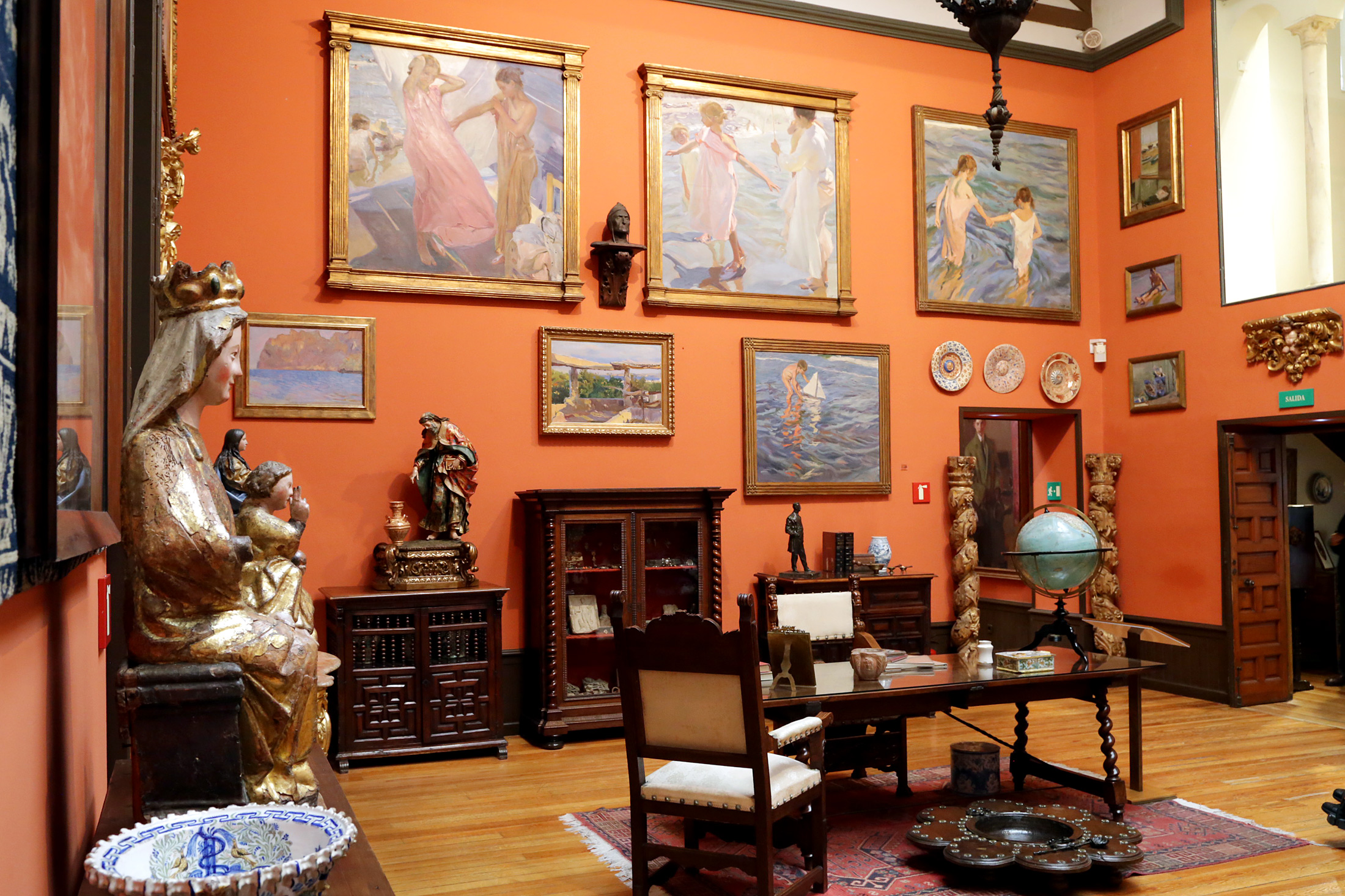
Wnętrze muzeum

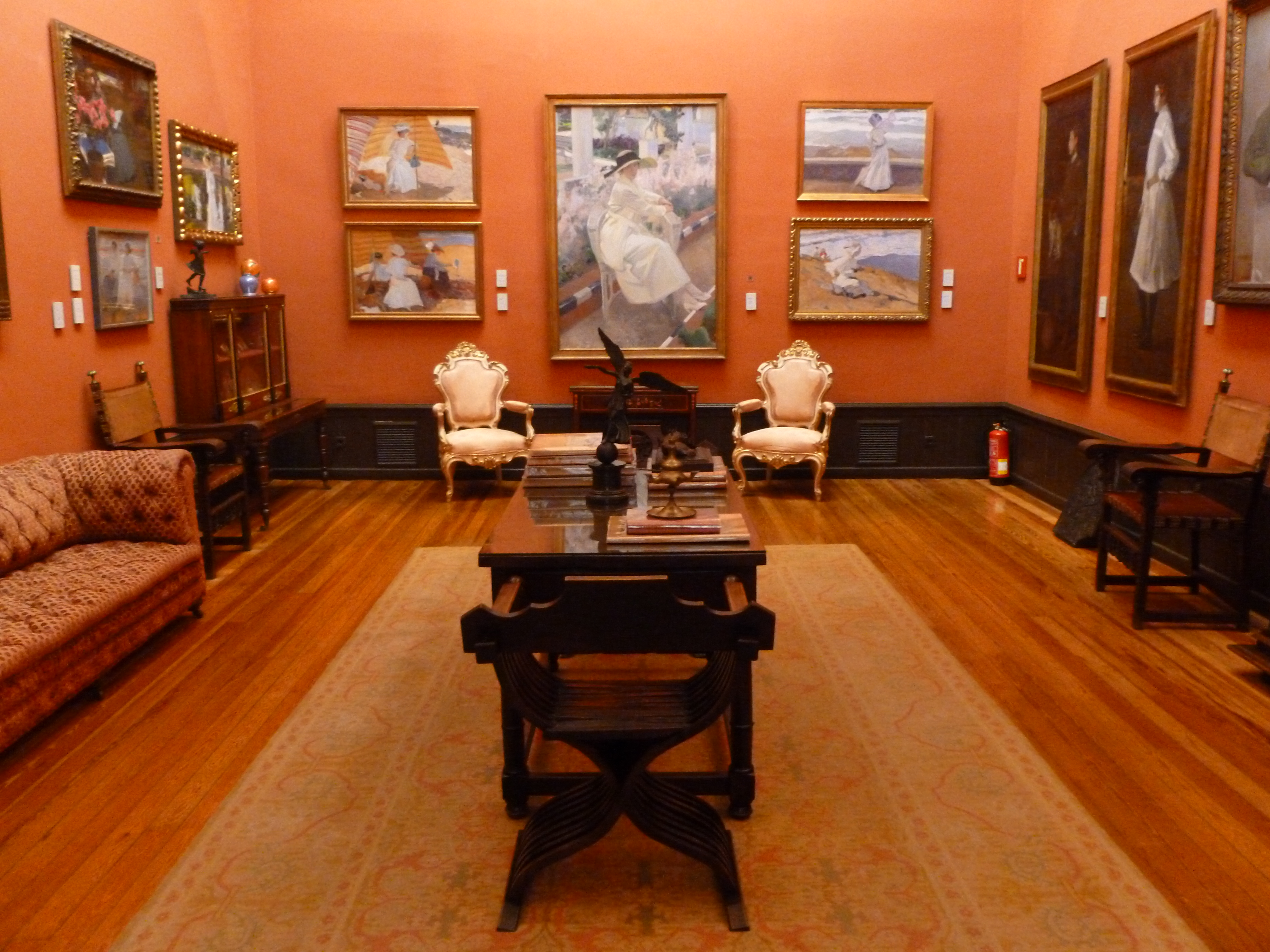
Wnętrze muzeum

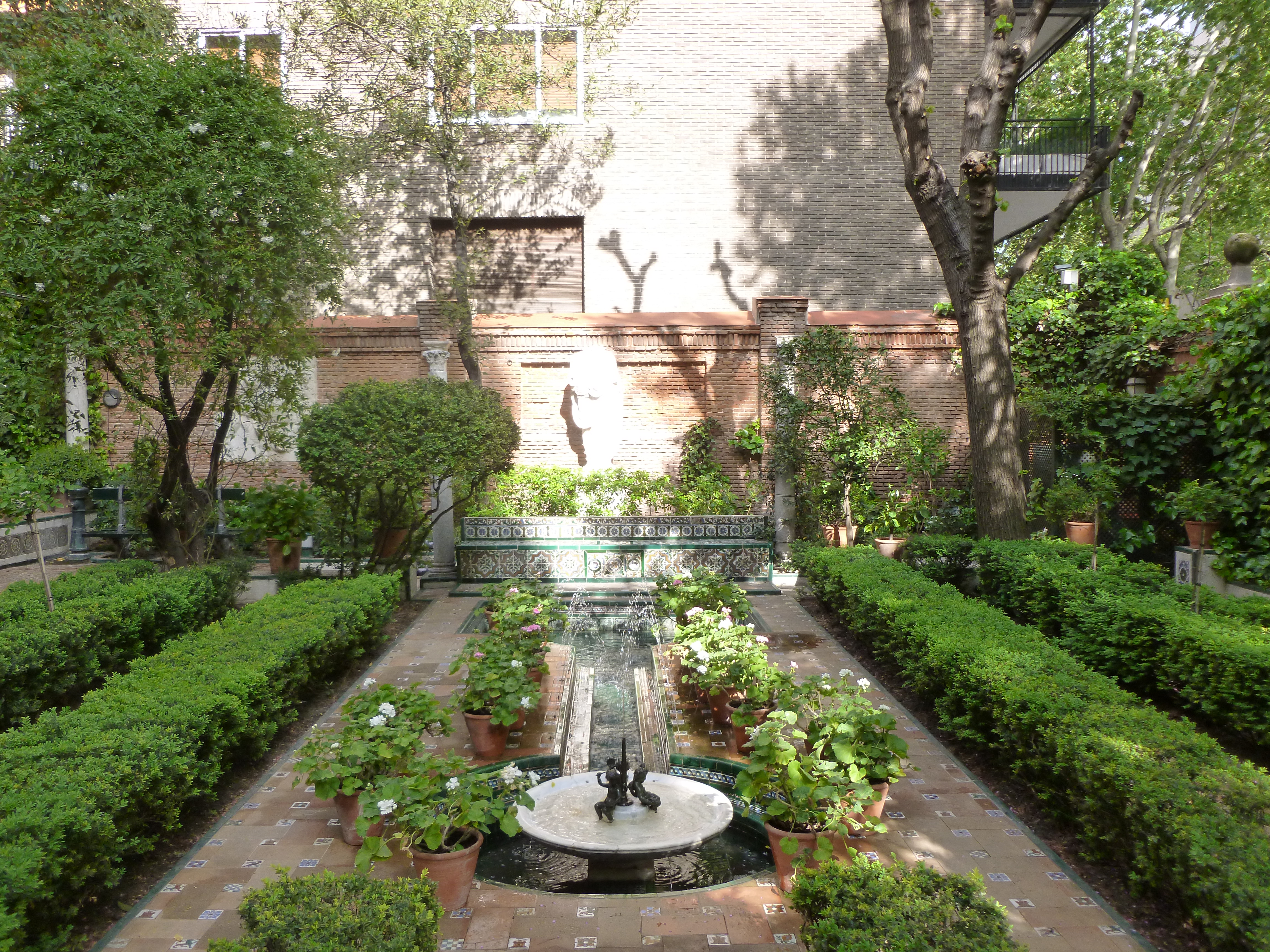
Ogród

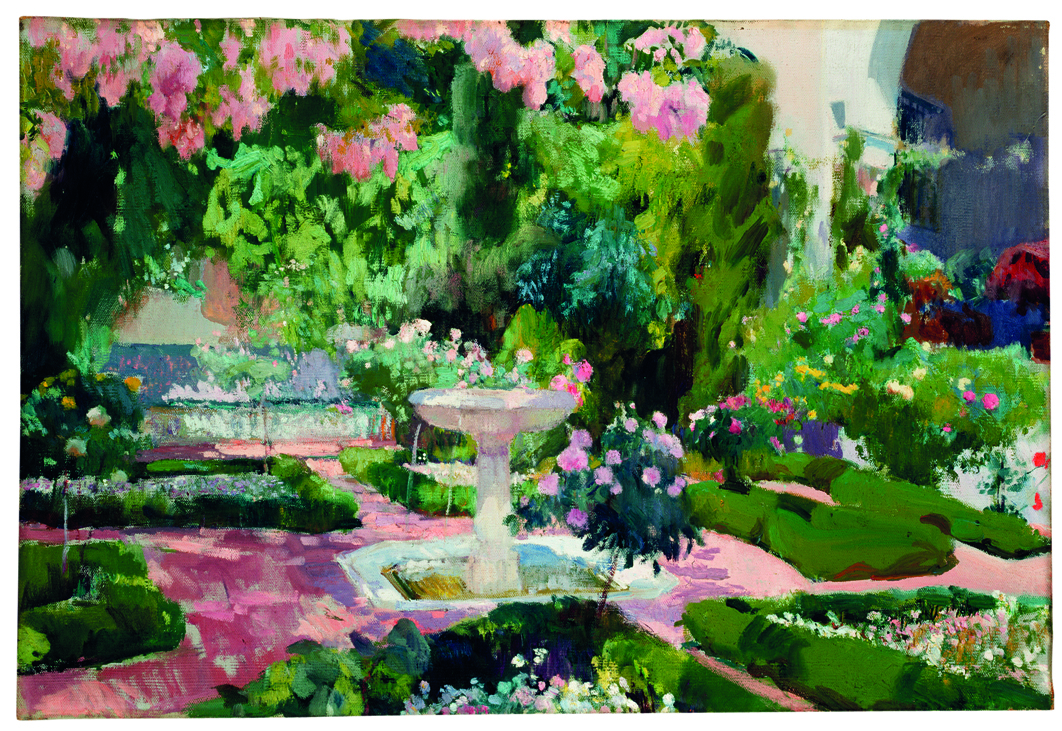
Jardín de la Casa Sorolla

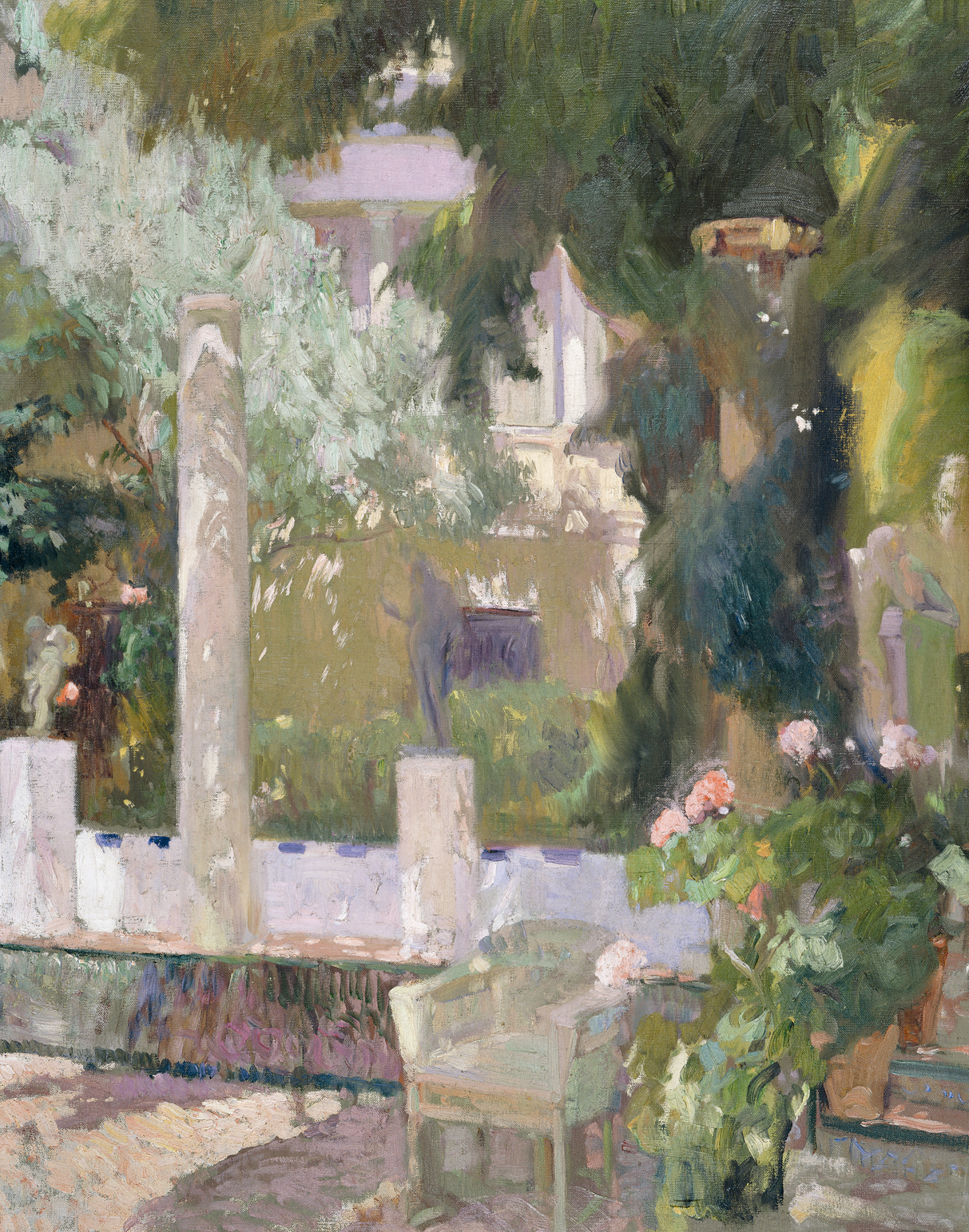
Jardín de la Casa Sorolla

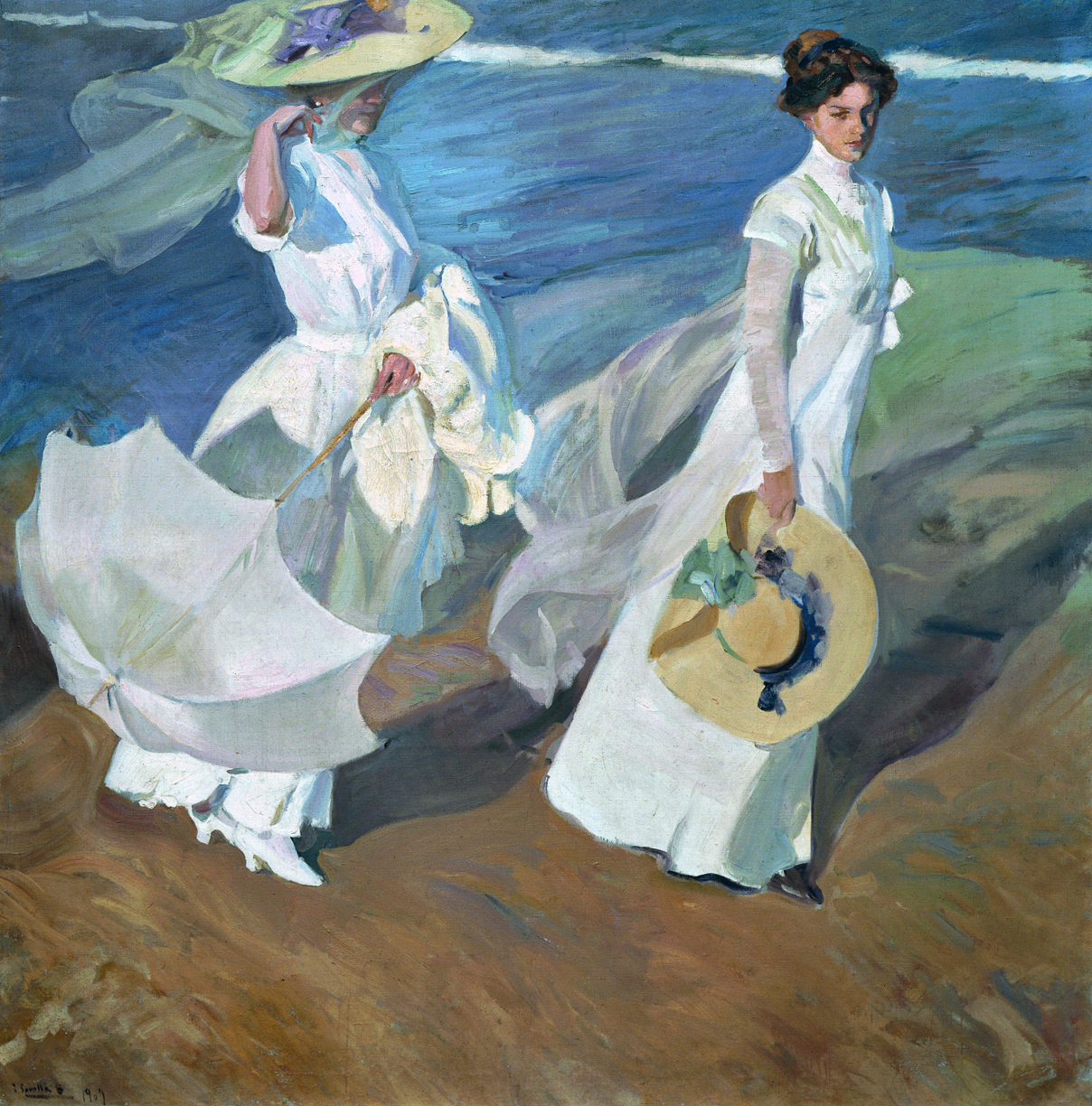
Paseo a orillas del mar

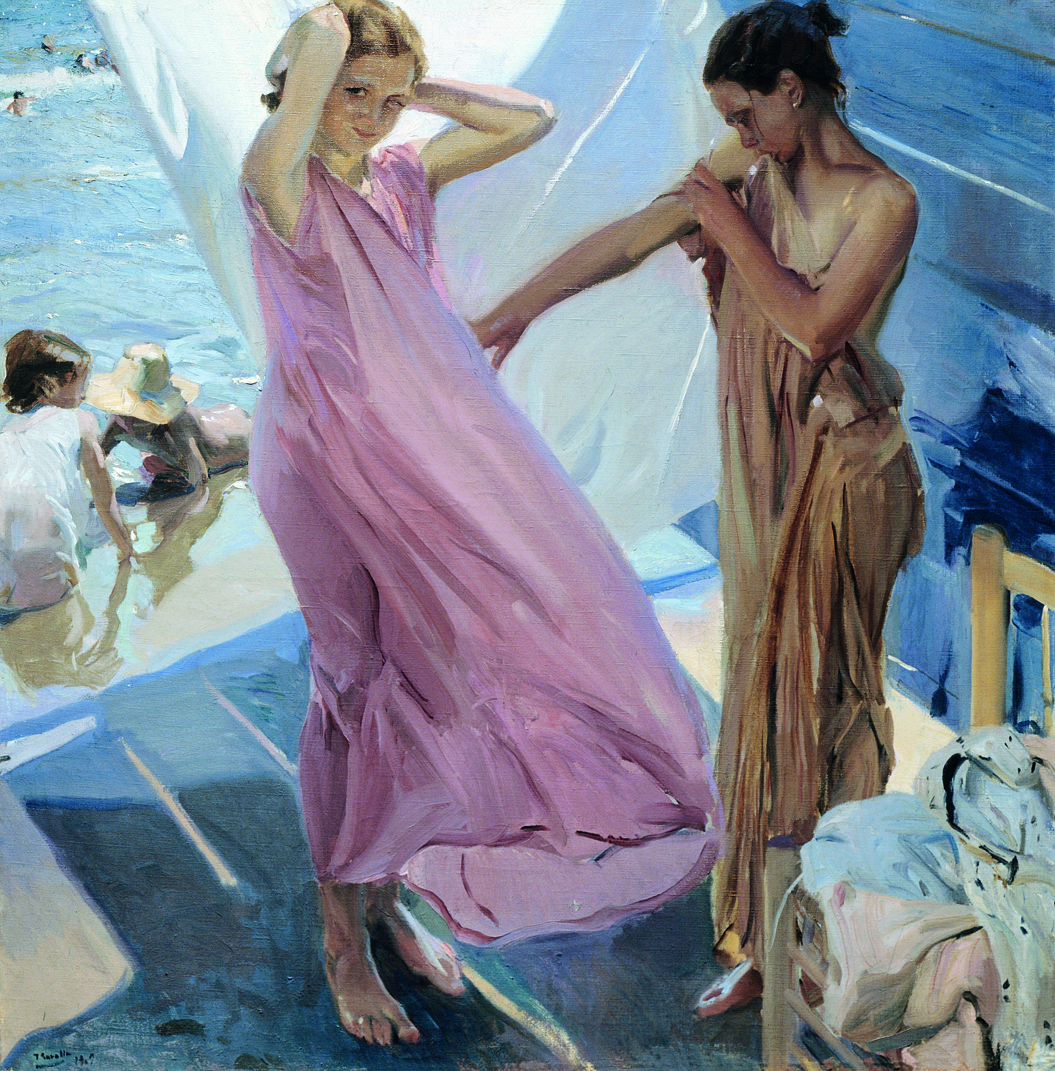
Después del baño, Valencia

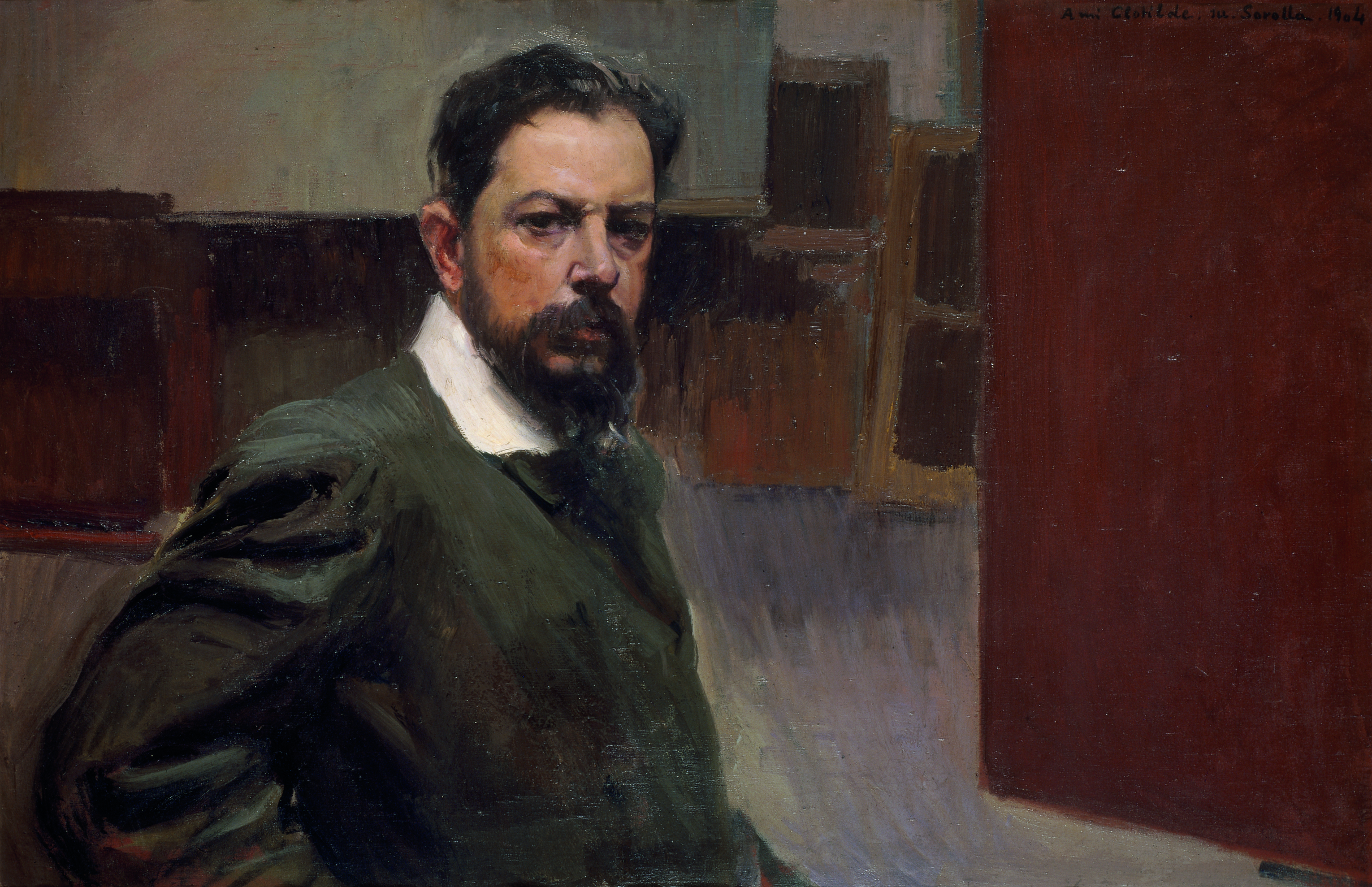
Autoportret

Muzeum Sorolla w Madrycie – muzeum poświęcone Joaquínowi Sorolli, znajdujące się w Madrycie.
Muzeum powstało z inicjatywy wdowy po hiszpańskim malarzu Joaquínie Sorolli, Clotilde Garcíi del Castillo, która w testamencie z 1925 roku zapisała przekazanie środków dla Państwa Hiszpańskiego na rzecz utworzenia muzeum upamiętniającego dorobek artystyczny jej męża. 28 marca 1931 roku za pośrednictwem Real Orden przyjęto spadek żony malarza, który zakwalifikowano jako fundację dochodowo-oświatową. Muzeum zostało zainaugurowane w 1932 roku i poddane patronatowi. Znajduje się w budynku na paseo del General Martínez Campos pod numerem 37, gdzie malarz miał swój dom i warsztat; utworzone w latach 1910–1911 według projektu Enrique María Repullés. 
Joaquín Sorolla García, syn artysty, był pierwszym dyrektorem muzeum aż do śmierci w 1948 roku, zapisał na rzecz państwa nowe środki, zaakceptowane w 1951 roku. Od 1973 roku muzeum jest państwowe. Jest narodowym muzeum hiszpańskim, podległym pod Ministerstwo Kultury i Sportu, pod wyłącznym zarządzaniem Dirección de Bellas Artes.

## Siedziba
Budynek, w którym obecnie znajduje się muzeum, pierwotnie był domem Sorolli. Wybudowano go w 1911 roku, tym samym urzeczywistniając marzenia malarza o stworzeniu przestrzeni, która stanowiłaby miejsce jego życia i pracy oraz obejmowała ogród.
Dzięki licznym sukcesom, które przekładały się na dorobek finansowy, 17 listopada 1905 roku artysta nabył pierwsze tereny pod budowę domu – strefę mieszkalną, warsztatową oraz tylną część ogrodu. Cztery lata później, w 1909 roku, zakupił teren sąsiadujący, by rozszerzyć swoje studio oraz ogród. Odpowiedzialnym za to przedsięwzięcie był architekt Enrique María de Repullés y Vargas (1845-1922), który działał w porozumieniu i z pomocą Sorolli. W ten sposób budowa domu zaczęła się w 1910 roku i trwała aż do 1919 roku, choć wiadomo, że rodzina malarza zaczęła tam mieszkać już w 1911 roku.
Budynek składa się z dwóch pięter oraz poziomu, na którym znajduje się ogród. Do poziomu głównego, reprezentacyjnego, prowadzą dwa wejścia – jedno główne i drugie boczne. Na tym piętrze znajdują się trzy studia malarskie oraz salon-jadalnia, według wskazań artysty oświetlone światłem słonecznym za pomocą dużych okien. Również poprzez ten poziom jest możliwy dostęp do półpiwnicy, gdzie usytuowano kuchnię, inne pomieszczenia gospodarcze oraz pokoje stróży. Z kolei pierwsze piętro było przeznaczone na strefę najbardziej prywatną, gdzie znajdowały się sypialnie członków rodziny oraz personelu domowego. Ogród, podzielony na trzy różne części, był dziełem malarza, który wymyślił jego koncept i stworzył projekt.
Pierwszy wstępny projekt domu utworzony przez Sorollę obejmował fasadę podzieloną na cztery części, jak w budynku aktualnym, ale wykończenie było uproszczone, w tendencji neoklasycystycznej. Drugi projekt, wykonany po dokupieniu kolejnych terenów, zawierał odwołania do architektury andaluzyjskiej. Wpływy stylu południa Hiszpanii były efektem pracy artysty dla Hispanic Society, która wymagała podróży po całym kraju w celu zapoznania się ze spuścizną kulturalną poszczególnych regionów.
Stworzenie muzeum w domu rodzinnym Sorolli było pomysłem i życzeniem żony artysty, Clotilde García del Castillo, który przeznaczyła budynek oraz kolekcję obrazów na rzecz Państwa Hiszpańskiego. Po jej śmierci spadek przeszedł na ich trzech synów. W ten sposób muzeum zainaugurowano 11 czerwca 1932 roku.
Aby założyć muzeum, duża część wewnętrznej struktury budynku została przekształcona, z wyjątkiem parteru. Sale, które obecnie odpowiadają numerom I, II i III, niegdyś stanowiły trzy studia malarza. Sala I była używana jako magazyn, II przeznaczona do ekspozycji prac, a III jako właściwy warsztat. Ta ostatnia była połączona ze strefą rodzinną, która koresponduje z salonem, gdzie znajdowało się wejście główne do domu, obecnie wyjście z muzeum. Sala, która poprzedza jadalnię, oraz schody prowadzą na pierwsze piętro, gdzie obecnie znajdują się ekspozycje czasowe (sale od IV do VI). Poprzez te oraz drugie schody można przejść na drugie piętro, najpierw strefę służby, później pokój Joaquína Sorolli Garcíi (od 1941), który od 1982 roku stanowił przestrzeń biurową muzeum, a obecnie odbywają się tam warsztaty organizowane przez instytucję.
Ogrody zachowano wierne formie z czasu, kiedy rodzina Sorolla zamieszkiwała dom dzięki restauracjom przeprowadzonym między 1986 a 1991 rokiem. Odznaczają się silnymi wpływami stylu andaluzyjskiego. Alhambra oraz Alkazar w Sewilli to budynki, które najbardziej zainspirowały Sorollę, kiedy tworzył projekt przestrzeni zewnętrznej. Aby założyć ogrody, wprowadzono pochodzące z Andaluzji różnego rodzaju typowe elementy, takie jak: azulejos, fontanny, kolumny, rzeźby, rośliny oraz drzewa. Dzięki temu ogród charakteryzuje się cechami właściwymi patiom i ogrodom andaluzyjskim, takim jak: dominacja struktur geometrycznych, obecność wody oraz różnorodność kolorów, osiągnięta nie tylko dzięki barwom roślinności, ale również przy pomocy ornamentacji azulejos, które pokrywają pewne części ogrodu.
1 marca 1962 roku budynek ogłoszono zabytkiem Monumento-Artístico Nacional, natomiast 27 kwietnia 1973 roku poddano go państwowemu patronatowi, Patronato Nacional de Museos.

## Kolekcja
Kolekcja muzeum jest złożona z prac własnych Sorolli, własności prywatnych artysty i innych obiektów, które kolekcjonował za czasu swojego życia.

### Malarstwo
Kolekcja malarstwa jest najliczniejszą i zawiera 1294 obrazów Sorolli, z różnych epok, o różnych tematach i rozmiarach. Obejmuje również 164 obrazy innych artystów, takich jak: Aureliano de Beruete, Anders Zorn i Martín Rico Ortega.

### Rysunek
Kolekcja 4985 rysunków obejmuje szkice fasady i wnętrza domu, ogrodów oraz rysunki węglem przedstawiające sceny z życia codziennego i rodzinnego artysty. Zwykle są to szybkie nakreślenia natury, które służyły jako trening i baza do malowania obrazów.

### Rzeźba
Kolekcja rzeźb jest złożona z 289 dzieł, głównie hiszpańskich, które pochodzą z różnych epok, od starożytności aż do czasów ówczesnych malarzowi. Zawiera prace artystów takich jak Auguste Rodin i Paolo Troubetzkoy oraz przyjaciół malarza – Mariano Benlliure, Josepa Clary, Miguela Blaya, José Capuza oraz córki Sorolli – Eleny.

### Ceramika
Zamiłowanie Sorolli do ceramiki przekłada się na kolekcję, jaką zgromadził. Zawiera ona zarówno elementy dawne, z końca XV wieku, jak i te z czasów ówczesnych, które podporządkowują się nurtowi intelektualnemu, który miał na celu odnowić pamięć o wartościach tradycjonalnych. Wśród zbiorów wyróżnia się ceramika z Manises oraz z Talavena de la Reina.
Oprócz tego w kolekcji znajduje się ceramika europejska z XIX wieku oraz ceramika orientalna. Zawiera, między innymi, talerze, dzbany, aspersoria i zbiór azulejos. Poza tym liczy również dzieła Daniela Zuloagi, Mariano Benlliure, Alberta Lagos i Josepa Guardioli.

### Fotografia
Kolekcja fotografii liczy 7167 zdjęć oryginalnych lub odbitek, będących dziełem nie tylko Sorolli, ale też jego teścia, Antonio Garcíi, oraz Christiana Franzena, Diego Gonzáleza Ragela, Kaluaka i Alfonso.